# Friedrich Dietsch
Friedrich Dietsch (* 8. November 1889 in Zeulenroda; † 22. Juli 1961 in Heidenheim) war ein deutscher Maler.

## Leben und Wirken
Nach dem Schulbesuch studierte Dietsch von 1903 bis 1908 an der Königlichen Kunstschule für Textilindustrie in Plauen im Vogtland. Danach war er bis 1910 als Entwerfer in Mülhausen im Elsass tätig. 1911 ging er für ein Jahr an die Kunstgewerbeschule nach Dresden und kehrte 1912 als Entwerfer nach Plauen zurück. Ab 1914 nahm er am Ersten Weltkrieg teil. 1917 war er in der Schweiz in Kriegsgefangenschaft und fertigte in dieser Zeit mehrere Arbeiten an, die öffentlich in der Schweiz ausgestellt wurden.
Nach Kriegsende kehrte Dietsch nach Plauen zurück und arbeitete die nächsten 40 Jahre als Entwerfer für die Textilindustrie. In der Zeit des Nationalsozialismus war er obligatorisch Mitglied der Reichskammer der bildenden Künste. Für diese Zeit ist aber nur seine Teilnahme an der vom Sächsischen Kunstverein ausgerichteten Kunstausstellung Gau Sachsen 1943 belegt.
Dietsch malte Blumenstillleben und Landschaften, insbesondere Motive aus dem Vorfrühling bei Schneeschmelze, wobei er kräftige Erdtöne einsetzte. Auch Figürliches und Tierdarstellungen gehören zu seinem Gesamtwerk.
1958 ging Dietsch in Rente.
Werke Dietschs befinden sich unter anderem in der Sammlung des Vogtlandmuseums Plauen.

## Werke (Auswahl)
- Flußlauf im Winter (Aquarell; 1951 auf der Mittelsächsischen Kunstausstellung)
- Vogtlandwinter (Öl; 1951 auf der Mittelsächsischen Kunstausstellung)
- Sonnenblumen (Öl; 1951 auf der Mittelsächsischen Kunstausstellung)
- Beginnender Vorfrühling (Öl; 1952 auf der Mittelsächsischen Kunstausstellung)

- Amaryllis (1951, Öl)[1][2]
- Arbeiter im Sandbruch (1951)[3][2]
- Vorstadtwinter (1952, Aquarell)[4][2]
- Neues Werden (1952, Öl)[5][2]
- Schneeschmelze (Öl)[6]

## Weitere Ausstellungen (unvollständig)
- 1947: Freiberg, Stadt- und Bergbaumuseum Freiberg („2. Ausstellung erzgebirgischer Künstler“)[7]
- 1948: Freiberg, Stadt- und Bergbaumuseum („3. Ausstellung Erzgebirgischer Künstler“)[8]
- 1947: Reichenbach im Vogtland, Galerie Karl Geyer (Einzelausstellung)
- 1948–1958: Chemnitz bzw. Karl-Marx-Stadt (mehrere Mittelsächsische Kunstausstellungen)